# Luxemburgo en los Juegos Paralímpicos de Atlanta 1996
Luxemburgo estuvo representado en los Juegos Paralímpicos de Atlanta 1996 por un deportista masculino. El equipo paralímpico luxemburgués no obtuvo ninguna medalla en estos Juegos.